# Alani Nicklin
Alani Nicklin (* 1. August 1995 in Takapuna) ist ein neuseeländischer Beachvolleyballspieler. Er wurde 2020 neuseeländischer Meister.

## Karriere
2018 bildeten Nicklin und Tom Hartles ein Duo im Sand. Ein Jahr später wurden sie im Juli bei der Fédération Internationale du Sport Universitaire (FISU) Studentenweltmeisterschaft in München Siebzehnte. Im September gelang ihnen ihr größter internationaler Erfolg, als sie bei der Asienmeisterschaft die Gruppenphase als Zweite überstanden, in der Runde der Sechzehn die Chinesen Likejiang / Jiaxin eliminierten und erst im Viertelfinale an den Bronzemedaillengewwinnern aus Kasachstan Alexei Sidorenko / Alexander Djatschenko scheiterten. In derselben Saison erkämpften die Neuseeländer auch in der World Tour mit dem fünften Platz beim Ein-Stern-Turnier auf Langkawi sowie dem siebzehnten Rang beim Drei-Sterne-Event in Edmonton ihre besten Resultate. 2020 wurden sie Meister und im folgenden Jahr Tour Champions ihres Heimatlandes. 2022 siegten sie bei einer weiteren Veranstaltung der nationalen Beachserie in Mount Maunganui.
In der folgenden Spielzeit entschieden sich der an der Nordküste von Auckland geborene Sportler und Bradley Fuller für eine Zusammenarbeit. Die Kiwis gewannen die Finals der Neuseelandtour und standen viermal in Folge im Viertelfinale bei Futures sowie danach einmal auf der zweiten Stufe des Stockerls. Sie siegten im AVC Continental Cup der Ozeanien Zone, bevor sie ihr wertvollstes Resultat bei der internationalen Beachserie erkämpften. In Nuvali eliminierten sie in der Qualifikation die zu diesem Zeitpunkt amtierenden spanischen Meister Alejandro und Javier Huerta, bevor sie sich im Pool den dritten Rang durch einen Sieg über die amtierenden Schweizer Meister Florian Breer und Marco Krattiger sicherten. In der Lucky Loser Runde bezwangen sie den Europameister, dreimaligen Olympiateilnehmer und dreifachen World Tour Champion Aleksandrs Samoilovs und seinen jüngeren Bruder Mihails, bevor sie von den Finalisten des Events Thomas Hodges und Zachery Schubert gestoppt wurden und so den geteilten neunten Rang im Endklassement belegten. Im nächsten Jahr wurden sie nach einem ersten, einem zweiten und zwei dritten Plätzen Gesamtsieger der nationalen Turnierserie und daher Landesmeister 2024. Das war das erfolgreiche Ende ihrer Zusammenarbeit. Bei der Asienmeisterschaft traten die Partner aus früheren Zeiten Nicklin und Hartles als Neuseeland 2 an und wurden noch vor dem ersten Duo ihres Heimatlandes mit sieben anderen Beachpaaren Neunte von 33 teilnehmenden Teams.